# Saint-Victor-de-Cessieu
Saint-Victor-de-Cessieu är en kommun i departementet Isère i regionen Auvergne-Rhône-Alpes i sydöstra Frankrike. Kommunen ligger i kantonen La Tour-du-Pin som tillhör arrondissementet La Tour-du-Pin. År 2022 hade Saint-Victor-de-Cessieu 2 170 invånare.

## Befolkningsutveckling
Antalet invånare i kommunen Saint-Victor-de-Cessieu
Referens:INSEE